# New Shores
«New Shores» — четвертий студійний альбом швейцарського симфо-метал-гурту Lunatica. Реліз відбувся 27 лютого 2009.

## Список композицій
1. "New Shores" – 5:19
2. "Two Dreamers" – 4:19
3. "How Did It Come to This?" – 3:56
4. "The Incredibles" – 3:55
5. "My Hardest Walk" – 5:59
6. "Farewell My Love" – 4:23
7. "The Chosen Ones" – 5:17
8. "Heart of a Lion" – 3:52
9. "Into the Dissonance" – 4:11
10. "Winds of Heaven" – 3:52
11. "The Day the Falcon Dies" – 5:00
12. "Timekeeper (бонусний трек японського видання)" - 4:02

## Учасники запису
- Андреа Детвілер — вокал
- Сандро Д'Ікау — гітари
- Еміліо "МГі" Баррантес — бас-гітара
- Ронні Вульф — ударні
- Алекс Сайберл — клавіші
- Марк Торретті — гітари

## Чарти
| Чарт (2009)           | Місце |
| --------------------- | ----- |
| Japanese Albums Chart | 257   |
| Swiss Albums Chart    | 20    |